# Verena Wyss
Verena Wyss (* 15. Juni 1945 in Zürich) ist eine schweizerische Schriftstellerin. Bekannt ist sie für ihre zeitkritischen Romane.

## Leben und Schaffen
Die im Kanton Solothurn aufgewachsene Autorin studierte in Basel und Bern Geschichtswissenschaft und Rechtsgeschichte und schloss mit Lizenziat ab. Sie engagierte sich ehrenamtlich in Frauen- und Erziehungsprojekten sowie der Sozialarbeit mit behinderten Kindern. 1976 entschloss sie sich nach eigenen Angaben, Schriftstellerin zu werden. 1982 veröffentlichte sie ihr erstes Buch Langsame Flucht. Seither lebt sie als freischaffende Autorin.
Wyss ist Mitglied im Schweizer P.E.N. und war von 1992 bis 1996 dessen Vizepräsidentin. Von 1985 bis 1992 war sie Vorstandsmitglied des Berner Schriftsteller-Vereins.
Die Autorin ist verheiratet und hat zwei Kinder. Sie lebt in Wangen bei Olten.

## Themen der Romane und Kurzgeschichten
Wyss zeigt in ihrer Themenwahl ein Faible für soziale und politische Stoffe (zum Beispiel Behinderung, Frauenrechte, Justiz) der Gegenwart. Den Ausgangspunkt zum Romandebüt Langsame Flucht lieferte ein Gerichtsfall: Ein Mann erschoss seine Frau. Vor Gericht erscheint der Täter als Opfer. Im Roman Versiegelte Zeit setzte sich Wyss mit den psychologischen Zuständen in einer Seniorenresidenz, einem Altenheim für Wohlhabendere, auseinander. Die Untersuchungsrichterin handelt von Wirtschaftskriminalität. In Verdecktes Spiel steht die Geiselnahme einer Frau im Fokus der Romanhandlung.
Jeweils nach Fertigstellung eines Romans schreibt Wyss zwei Kurzgeschichten, meistens Kurzkrimis. Edgar, Das helle und das dunkle Zimmer (1985) handelt von einer alternden Mutter und ihrem erwachsenen, geistig behinderten Kind. Zürcher Tarot (2006) hat die Zürcher Banken im Blick. Vanessas Blutdiamant (2007) behandelt das Motiv des Fremdseins in New York City. Im Jahr 2008 machte Wyss mit beim „Stafetten-Krimi der Schweizer Krimiautoren im Schweizer Buchhandel“ mit dem Text Wodka bei Hanselmann. Der Kurzkrimi Schwarze Madonna (2009) wurde veröffentlicht in der grenzüberschreitenden Anthologie Gefährliche Nachbarn.

## Werke (Auswahl)
Romane
- Langsame Flucht. Benziger, Zürich 1982. (Übersetzung ins Ungarische)
- Versiegelte Zeit. Nagel & Kimche, Zürich 1985, ISBN 3-312-00112-9.
- Die Untersuchungsrichterin. Nagel & Kimche, Zürich 1994, ISBN 3-312-00196-X.
- Verdecktes Spiel. Nagel & Kimche, Zürich 1997.

Kriminalromane
- Todesformel. Gmeiner, Messkirch 2008, ISBN 978-3-89977-749-9.
- Blutrunen. Gmeiner, Messkirch 2010, ISBN 978-3-8392-1104-5.
- Föhnfieber. Gmeiner, Messkirch 2012, ISBN 978-3-8392-1320-9.

Theaterstücke
- Windgesichte. Uraufgeführt im Literarischen Theater Der Blaue Berg, Bern 1988.[1]

## Auszeichnungen
- Werkpreis des Kanton Solothurn 1982 für Langsame Flucht
- Preisgabe Schweizerische Schillerstiftung 1985.
- Werkjahr Pro Helvetia 1992.
- Preis für Literatur des Kanton Solothurn 1994.
- Preis Schweizerische Schillerstiftung 1997 für Verdecktes Spiel
- Deutscher Frauen-Krimi-Preis Agathe, Wiesbaden 2004 für das Manuskript Die Gärtnerin (vom Verlag zu Todesformel umgetitelt)